# Maison de Supplinbourg
La maison de Supplinbourg est une famille féodale fondée au Xe siècle et éteinte en 1143. Elle compte l'empereur Lothaire III du Saint-Empire.

## Filiation
- Liutger, comte de Supplinbourg
  - Bernhard, comte de Supplinbourg[1] & Ida von Querfurt
    - Gebhard, comte de Supplinbourg[2] & Edwige de Formbach
      - Lothaire III (1075-1137), empereur germanique[3]  & Richenza de Nordheim (1088-1141)
        - Gertrude (1115-1143) & Henri X de Bavière & Henri II d'Autriche